# Fleckenskirche St. Nikolaus (Bad Iburg)

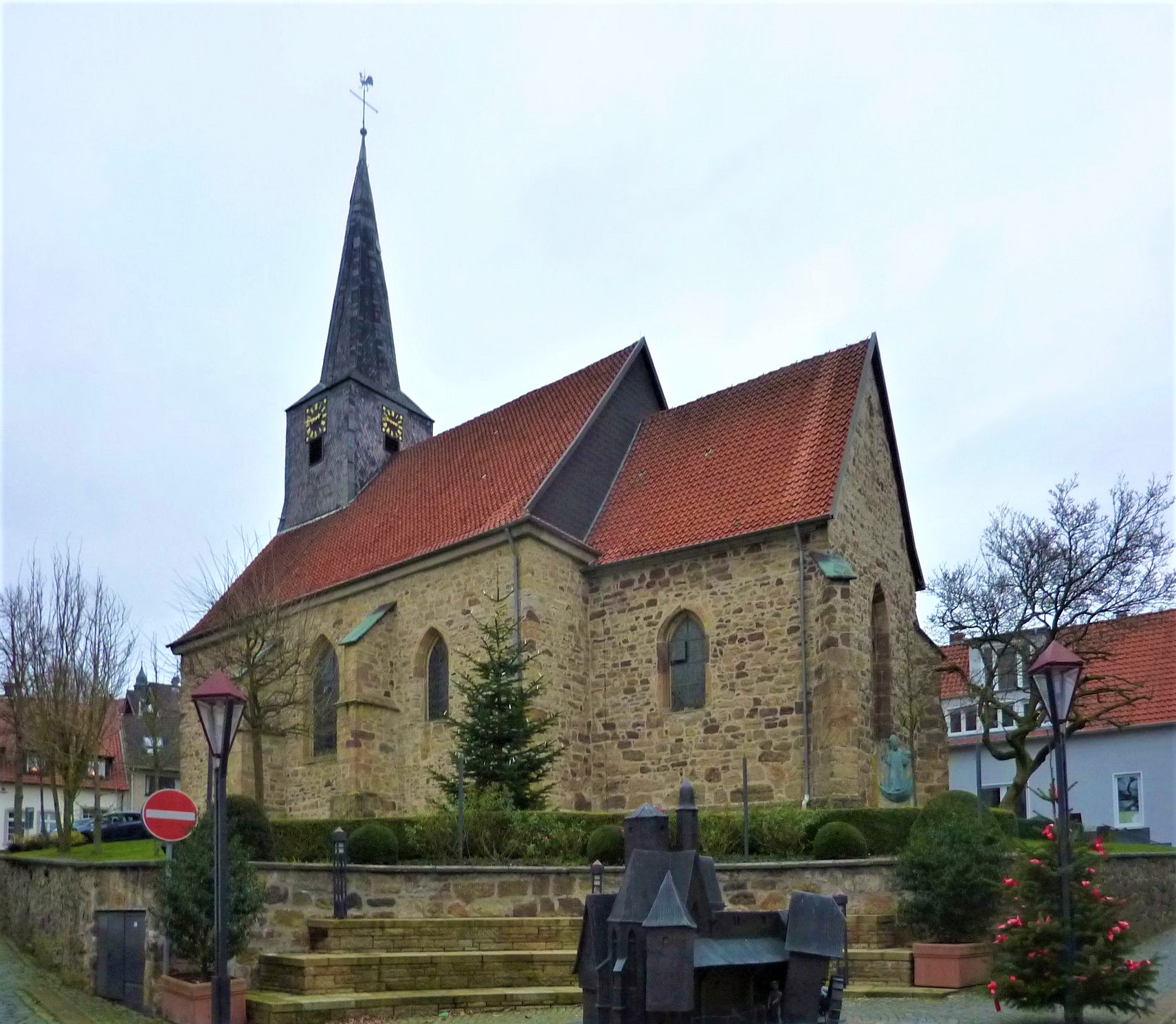
Fleckenskirche St. Nikolaus

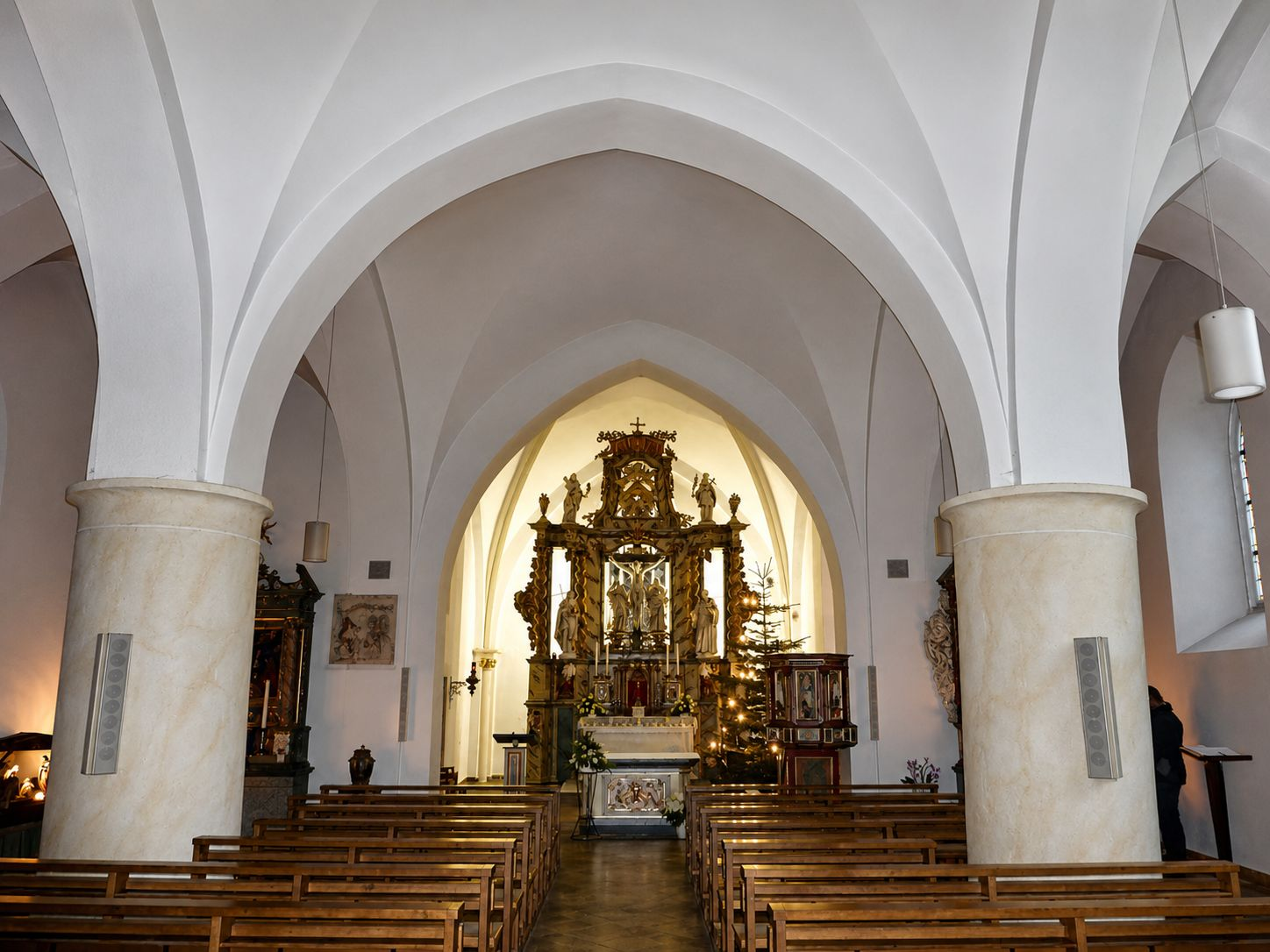
Fleckenskirche St. Nikolaus, Inneres

Die römisch-katholische Fleckenskirche St. Nikolaus in Bad Iburg ist die älteste Hallenkirche im Osnabrücker Land (Niedersachsen). 
Sie ist in ihren Ursprüngen romanisch und wurde später im gotischen Stil umgebaut. 

## Geschichte
Im Flecken Iburg, der unterhalb von Schloss und Benediktinerabtei Iburg entstand, wurde 1226 die einschiffige St. Nikolaus-Kapelle gebaut. Sie gehörte zur Pfarrei des heutigen Stadtteils Glane. 1255 wurde die Kapelle ausgepfarrt. Von der ersten Kapelle sind ein zugemauertes Rundbogenfenster in der heutigen Sakristei sowie zwei schmale Fenster an der Nordseite erhalten. Sie wurden 1976 freigelegt, als der 1908 aufgetragene Putz abgeschlagen wurde. Gebaut wurde die Kirche aus Bruchstein aus Sandstein, der im so genannten Benno-Steinbruch des nahen Dörenbergs abgebaut wurde.
Die mittelalterliche Kirche hatte getrennte Eingänge für Frauen und Männer, die später zugemauert wurden. Der Zugang für Männer an der Südseite der Kirche ist an seinem gotischen Spitzbogen zu erkennen; in der Nische des Fraueneingangs wurde eine Sandsteinplastik angebracht. Die Kirche war mit Fresken ausgemalt, von deren eine Teufelszene links neben dem Chor erhalten ist. Das spätgotische Chorgestühl wurde entfernt; es befindet sich im Kulturgeschichtlichen Museum in Osnabrück sowie im Kestner-Museum in Hannover.
Zur Ausstattung gehört eine Taufe mit Blatt- und Rankenwerkfries aus Bentheimer Sandstein aus dem 13. Jahrhundert. Die Skulptur Anna selbdritt entstand um 1515 und stammt aus dem Umkreis des Meisters von Osnabrück. Drei Sandsteinepitaphien fertigte der Osnabrücker Bildhauer Adam Stenelt, von dem weitere Werke in Bad Iburg überliefert sind, etwa Schnitzereien am Haus Große Straße 6 sowie am Jagdschlösschen. Aus dem 18. Jahrhundert stammen die Altäre, die Kanzel und die Kommunionbank, die jetzt zum Zelebrationsaltar gehört.
Nach der Säkularisation 1803 wurde die Fleckenskirche als Pfarrkirche von der bis dahin zum Benediktinerkloster gehörenden Klosterkirche St. Clemens im Schlosskomplex von Bad Iburg abgelöst. Um den Friedhof befand sich bis 1837 der Friedhof für die Einwohner des Fleckens, von dem keine Reste erkennbar sind. Als Begräbnisstätte wurde seither der heute als Alter Friedhof bezeichnete Friedhof genutzt, der nur noch von Iburger Familien belegt werden darf, die dort ihre angestammten Grabstätten haben. Ende des 20. Jahrhunderts wurde der Neue Friedhof angelegt.